# Rubicon TV
Rubicon TV är ett av Norges äldsta aktiva privata TV-produktionsbolag. Företaget grundades 1993, och fungerar idag som ett produktionshus för tv-drama. Verkställande direktör är Ivar Køhn.
Bolaget har producerat en rad dramaserieproduktioner, som Maniac (TV2), The third eye (TV2), Roeng (TV2) och Lovleg (NRK). Lilyhammer, ursprungligen producerad för NRK, blev Netflix första "Original" och var en av världens första dramaproduktioner som gjordes direkt för en streamingplattform. Serien Beforeigners var den första norska produktionen som distribuerades av HBO. Jordbrukerne, producerad för NRK, valdes ut till programmet "officiellt urval" under Canneseries-festivalen i Cannes 2021, och vann två Palmer.
Rubicon är en del av Banijay Nordic, som är världens största oberoende innehållsproducent och distributör. Bolaget ägdes tidigare av Metronome Film & Television AB / Shine Group. Rubicon har tidigare varit en totalleverantör av tv-program i alla genrer till de nordiska tv-kanalerna, både utifrån egna idéer och köpta format. TV-avdelningen hade tidigare sin primära verksamhet inom underhållning, fakta, drama och verklighet. Avdelningen producerade sedan program som Typisk norsk, Deal or No Deal, Jeopardy! , Torsdagsklubben, Golden Goal, Campingliv, Det stora körlaget, Familjesagan De syv søstre, och Big Brother.
Interaktiva avdelningen var en avdelning som producerade interaktiva program som Mess-TV, Kändisjakt, Ordjakt och Frukostquiz. Rubicon Film AS var ett dotterbolag till Rubicon TV. Företaget producerade långfilmerna Switch och Kautokeino Rebellion.